# Jos Chabert
Jozef Philippe Antoon (Jos) Chabert (Etterbeek, 16 maart 1933 – Brussel, 9 april 2014) was een Belgisch politicus voor CD&V en minister van staat.

## Levensloop
Jos Chabert werd geboren in Etterbeek en bracht zijn kinder- en jeugdjaren door in Sint-Pieters-Woluwe waar zijn vader schepen was. Chabert volbracht de humaniora in het Sint-Jan Berchmanscollege in Brussel en het Klein Seminarie in Mechelen. Na zijn humaniora studeerde Chabert van 1952 tot 1957 aan de Katholieke Universiteit Leuven en promoveerde er tot doctor in de Rechten. In Leuven was hij actief in de studentenbeweging als Voorzitter van het Katholiek Studentencorps en van het Faculteiten convent. Ook werd hij in 1956 ondervoorzitter van het Katholiek Vlaams Hoogstudentenverbond. Hij huwde Cecilia Boon (overleden op 31 maart 2020) en ze hadden samen een zoon. Beroepshalve werd Chabert advocaat bij het Hof van Beroep te Brussel.
Hij begon een politieke loopbaan voor de christendemocratische partij CVP, die in 2001 herdoopt werd tot CD&V. Voor deze partij was hij van 1965 tot 1977 gemeenteraadslid van Meise, waar hij tezelfdertijd schepen van Cultuur was. Ook was Chabert er secretaris van de plaatselijke afdeling van de christelijke werknemersbeweging ACW. In Meise profileerde Chabert zich als een bruggenbouwer tussen de taalgemeenschappen door een taallaboratorium te openen, dat het leren van verschillende talen moest stimuleren en een harmoniemodel tussen de taalgemeenschappen moest creëren.
In maart 1968 werd Chabert voor het arrondissement Brussel verkozen in de Kamer van volksvertegenwoordigers, waar hij bleef zetelen tot in maart 1974. Hij was tot 1973 lid van de Kamercommissies Financiën en Algemene Zaken en Openbaar Ambt en was van februari 1972 tot februari 1973 voorzitter van de Kamerfractie van de CVP. In 1969 was hij tevens mede-indiener van het wetsontwerp tot toekenning van rechtspersoonlijkheid voor de vernederlandste Katholieke Universiteit Leuven. In maart 1974 werd Chabert verkozen tot rechtstreeks gekozen senator voor het arrondissement Brussel, hetgeen hij zou blijven tot in november 1991. In de Senaat was Chabert in 1984 lid van het Studiecentrum voor de Hervorming van de Staat en daarnaast werd hij lid van de Senaatscommissies Economische Aangelegenheden (1981-1984), Buitenlandse Betrekkingen (1981-1987), Financiën (1983-1989) en Herziening van de Grondwet en Hervorming der Instellingen (1984-1989). Van deze laatste commissie was hij van 1988 tot 1989 ondervoorzitter.
In de periode december 1971-oktober 1980 zetelde hij als gevolg van het toen bestaande dubbelmandaat ook in de Cultuurraad voor de Nederlandse Cultuurgemeenschap, die op 7 december 1971 werd geïnstalleerd. Hij was er de allereerste fractievoorzitter van de CVP tot februari 1973. Vanaf 21 oktober 1980 tot november 1991 was hij lid van de Vlaamse Raad, de opvolger van de Cultuurraad en de voorloper van het huidige Vlaams Parlement. In de Cultuurraad liet Chabert in 1972 een voorstel tot decreet goedkeuren dat de eedaflegging in de Franse taal in Vlaamse gemeenteraden ongeldig maakte. In de Vlaamse Raad zetelde hij van 1983 tot 1985 in de commissie Binnenlandse Aangelegenheden en van 1986 tot 1987 in de commissie Financiën en Begroting en was hij van 1987 tot 1989 voorzitter van de werkgroep-Brussel.
Van januari 1973 tot december 1981 vervulde Chabert ministeriële functies in de opeenvolgende federale regeringen onder leiding van Edmond Leburton, Leo Tindemans, Paul Vanden Boeynants, Wilfried Martens en Mark Eyskens. Van januari 1973 tot april 1974 was hij minister van Nederlandse Cultuur en Vlaamse Zaken, van april 1974 tot mei 1980 minister van Verkeerswezen (tot april 1977 tevens bevoegd voor Posterijen, Telegrafie en Telefonie (PTT)) en van mei 1980 tot december 1981 minister van Openbare Werken (vanaf oktober 1980 tevens bevoegd voor Institutionele Hervormingen). Als minister van Verkeerswezen viel Chabert vooral op met zijn beleid inzake verkeersveiligheid, zo was hij de grondlegger van de snelheidsbeperkingen op autosnelwegen tot 120 kilometer per uur, de verlaging van de promillegrens voor alcohol in het verkeer van 1,5 tot 0,8 promille, gordelplicht en verplichte rijexamens. Ook zette hij zich in voor de uitbouw van de Brusselse metro en de uitbreiding van de Haven van Antwerpen op de Linkerscheldeoever.
Na afloop van zijn ministerschap voerde Chabert voor de Belgische regering verschillende internationale opdrachten uit. Hij vertegenwoordigde België in 1982 in de Algemene Vergadering van de Verenigde Naties, was van 1984 tot 1985 commissaris-generaal van de Belgische Regering bij de Internationale tentoonstelling van Tsukuba in Japan en in 1989 was hij voorzitter van het Belgisch Comité Europalia Japan. Voorts zetelde hij van 1994 tot 2012 in het Europees Comité van de Regio's. Van 1994 tot 1998 was hij er fractievoorzitter van de Europese Volkspartij, van 1998 tot 1999 eerste ondervoorzitter en van 2000 tot 2002 was hij voorzitter. Daarnaast was hij van 1989 tot 1995 voorzitter van de Euroregio Brussel, Vlaanderen, Wallonië, Kent en Nord-Pas de Calais en van 2002 tot 2003 lid van de Conventie voor de Toekomst van Europa.
Eind jaren 1980 was hij nauw betrokken bij de oprichting van het Brussels Hoofdstedelijk Gewest. In de Senaat was Chabert rapporteur voor de Bijzondere wet van 12 januari 1989 met betrekking tot de Brusselse instelling, die de oprichting van dat gewest bekrachtigde. Hij werd de CVP- en daarna CD&V-kopman in het Brussels Gewest en zette zich in voor een versterking van de Vlaamse aanwezigheid in de hoofdstad, waarbij hij wel steeds waakte over een goede verstandhouding en een hechte samenwerking met de Franstaligen. Tegelijkertijd kantte hij zich tegen een uitbreiding van de faciliteiten voor Franstaligen in de Brusselse Rand
In juni 1989 werd hij lid van de Brusselse Hoofdstedelijke Raad en bleef dit mandaat uitoefenen tot aan de verkiezingen van juni 2009. Van 2004 tot 2006 was hij er eerste ondervoorzitter en van 2006 tot 2009 secretaris, alsook van 2004 tot 2006 voorzitter van de commissie Ruimtelijke Ordening, Stedenbouw en Grondbeleid. Via zijn mandaat in de Brusselse Hoofdstedelijke Raad had hij zowel in juni 1995 (10 dagen) als in juli 1999 (8 dagen) enkele dagen zitting in het Vlaams Parlement. Van 1989 tot 2004 zetelde hij gedurende drie legislaturen onafgebroken als minister in de Brusselse Hoofdstedelijke Regering: van 1989 tot 1995 met de bevoegdheden Financiën, Begroting, Openbaar Ambt, Volksgezondheid en Externe Betrekkingen, van 1995 tot 1999 belast met Economie, Financiën, Begroting, Energie en Externe Betrekkingen en van 1999 tot 2004 bevoegd voor Openbare Werken, Vervoer en Gezondheidsbeleid. 
In juni 2009 nam Chabert op 76-jarige leeftijd afscheid van de nationale politiek en kwam er  een einde aan zijn lange politieke loopbaan, waarin hij zowat alle ministermandaten binnen de Brusselse regering heeft bekleed. Chabert was voor CD&V een icoon. Hij was een van de langstzittende ministers uit de naoorlogse geschiedenis. In november van dat jaar benoemde koning Albert II hem tot minister van Staat. In de laatste jaren van zijn leven kampte Chabert met dementie en werd hij verzorgd in een rust- en verzorgingstehuis. Hij stierf in april 2014 op 81-jarige leeftijd.
Voorts was hij in 2004 stichter van Hoopvol Brussel - Bruxelles Espérance, het Brussels Interreligieus en -levensbeschouwelijk platform.

## Eretekens
- Grootkruis in de kroonorde - België (KB 11 juni 2004)
- Minister van Onderscheidingen
- Grootofficier in de Leopoldsorde - België
- Commandeur in de Leopoldsorde – België
- Grootkruis in de Orde van Verdienste van de Italiaanse Republiek
- Grootkruis met Ster en Lint in de Orde van Verdienste - Bondsrepubliek Duitsland
- Grootkruis in de Orde van Verdienste - Groothertogdom Luxemburg
- Grootlint in de Orde van de Heilige Schat van Japan
- Medaille voor speciale Verdienste - Beieren (Duitsland)
- Onderscheiding voor diplomatieke verdienste Grand Gwanghwa Meda - Zuid-Korea
- Laureaat BeNeLux-Europaprijs